# Нокс (Мен)
Нокс (англ. Knox) — місто (англ. town) в США, в окрузі Волдо штату Мен. Населення — 811 особа (2020).

## Демографія
Згідно з переписом 2010 року, у місті мешкало 806 осіб у 313 домогосподарствах у складі 223 родин. Було 382 помешкання
Расовий склад населення:
| - 96,7 % — білих - 1,4 % — азіатів - 0,2 % — вихідців з тихоокеанських островів - 1,0 % — осіб інших рас |

До двох чи більше рас належало 0,7 %. Частка іспаномовних становила 1,0 % від усіх жителів.
За віковим діапазоном населення розподілялося таким чином: 23,1 % — особи молодші 18 років, 64,9 % — особи у віці 18—64 років, 12,0 % — особи у віці 65 років та старші. Медіана віку мешканця становила 39,6 року. На 100 осіб жіночої статі у місті припадало 95,2 чоловіків;  на 100 жінок у віці від 18 років та старших — 97,5 чоловіків також старших 18 років.
Середній дохід на одне домашнє господарство  становив 53 603 долари США (медіана — 47 500), а середній дохід на одну сім'ю — 55 815 доларів (медіана — 50 500). Медіана доходів становила 35 592 долари для чоловіків та 35 690 доларів для жінок. За межею бідності перебувало 16,7 % осіб, у тому числі 30,3 % дітей у віці до 18 років та 13,2 % осіб у віці 65 років та старших.
Цивільне працевлаштоване населення становило 410 осіб. Основні галузі зайнятості: освіта, охорона здоров'я та соціальна допомога — 22,9 %, роздрібна торгівля — 19,8 %, будівництво — 11,0 %, виробництво — 10,2 %.